# Francesco Borromini
Francesco Borromini (Bissone, Lago di Luganom, 27. rujna 1599. – Rim, 2. kolovoza 1667.), talijanski arhitekt i kipar
Jedan je od glavnih predstavnika visokog baroka u arhitekturi. Bogatom fantazijom i odvažnim konstrukcijama ostvaruje izvanredno slikovite objekte kod kojih primjenjue najširi repertoar arhitektonskih dekorativnih elemenata. Glavna su mu djela u Rimu crkva Sv. Carlo alle Quattro Fontane, Crkva Sv. Agnese na trgu Navona i nekoliko palača.